# Austroraptus sicarius
Austroraptus sicarius är en havsspindelart som beskrevs av Fry, W.G. och J.W Hedgpeth 1969. Austroraptus sicarius ingår i släktet Austroraptus och familjen Ammotheidae. Inga underarter finns listade.